# IIII (альбом)
IIII — четвёртый студийный альбом немецкого диджея и музыкального продюсера Робина Шульца, выпущенный 26 февраля 2021 года лейблом Warner Music. Шульц написал для альбома около 50 песен в течение четырёх лет, который включает в себя сотрудничество, проводимое онлайн из-за пандемии COVID-19. В альбом вошли синглы «Speechless», «All This Love», «Rather Be Alone», «In Your Eyes» «Alane» и «All We Got». Седьмой сингл «One More Time» с Феликсом Йеном, вышел в тоже день, что и альбом. Выход альбома рекламировался световым шоу дронов в Нидерландах.

## Синглы
«Speechless» была выпущена 16 ноября 2018 года, как лид-сингл альбома. Песня достигла седьмого места в чарте German Singles Chart. «All This Love» была выпущена 3 мая 2019 года, как второй сингл альбома. Песня достигла 24-го места в чарте German Singles Chart. «Rather Be Alone» была выпущена 13 сентября 2019 года, как третий сингл альбома. «In Your Eyes» была выпущена 10 января 2020 года, как четвёртый сингл альбома. Песня достигла пятого места в чарте German Singles Chart. «Alane» была выпущена 19 июня 2020 года, как пятый сингл альбома. Песня достигла шестого места в чарте German Singles Chart. «All We Got» была выпущена 16 октября 2020 года, как шестой сингл альбома. Песня достигла пятого места чарте German Singles Chart. «One More Time» была выпущена 26 февраля 2021 года, как седьмой сингл альбома. Песня достигла 46-го места в чарте German Singles Chart.

## Отзывы критиков
Der Spiegel дал альбому оценку 2 из 10, и называя его слишком «комфортным» и критикуя «псевдоэмоциональные» выступления гостей. 24UR дал альбому оценку 3,5 из 5, восхваляя влияние транса и использование неэлектронных инструментов, таких как гитары. Рецензия laut.de дала альбому 1 звезду из 5, отмечая, что его песни были неоригинальными и повторяющимися.

## Список композиций
| №   | Название                                                          | Длительность |
| --- | ----------------------------------------------------------------- | ------------ |
| 1.  | «Intro»                                                           | 2:01         |
| 2.  | «In Your Eyes» (при участии Alida)                                | 3:28         |
| 3.  | «Speechless» (при участии Эрики Сиролы)                           | 3:29         |
| 4.  | «Live and Let Live» (при участии Сэма Мартина)                    | 3:15         |
| 5.  | «All We Got» (при участии Kiddo)                                  | 3:10         |
| 6.  | «Alane» (с Уэсом)                                                 | 2:54         |
| 7.  | «Better with You» (при участии Svrcina)                           | 3:02         |
| 8.  | «All This Love» (при участии Harlœ)                               | 2:45         |
| 9.  | «One More Time» (с Феликсом Йеном при участии Alida)              | 3:19         |
| 10. | «Make Me Feel the Night» (при участии Тайлера Джеймса Беллингера) | 3:26         |
| 11. | «It’s Only for You»                                               | 2:50         |
| 12. | «Kill the Fire» (при участии the Leonard)                         | 3:05         |
| 13. | «Dream» (при участии Colour Your Mind)                            | 3:11         |
| 14. | «Rather Be Alone» (с Ником Мартином и Сэмом Мартином)             | 2:52         |
| 15. | «Float»                                                           | 3:29         |
| 16. | «Feel Something» (при участии Saygrace)                           | 2:51         |
| 17. | «Outro»                                                           | 2:12         |

## Чарты
| Чарт (2021)                     | Высшая позиция |
| ------------------------------- | -------------- |
| Австрия (Ö3 Austria)            | 29             |
| Бельгия/Фландрия (Ultratop)     | 47             |
| Бельгия/Валлония (Ultratop)     | 78             |
| Нидерланды (Album Top 100)      | 7              |
| Франция (SNEP)                  | 50             |
| Германия (Offizielle Top 100)   | 9              |
| Венгрия (MAHASZ)                | 7              |
| Norwegian Albums (VG-lista)     | 11             |
| Испания (PROMUSICAE)            | 99             |
| Швейцария (Schweizer Hitparade) | 9              |

| Чарт (2021)                        | Позиция |
| ---------------------------------- | ------- |
| Belgian Albums (Ultratop Flanders) | 137     |
| Belgian Albums (Ultratop Wallonia) | 179     |
| Dutch Albums (Album Top 100)       | 52      |

## Сертификации
| Регион                                                                      | Сертификация | Продажи |
| --------------------------------------------------------------------------- | ------------ | ------- |
| Нидерланды (NVPI)                                                           | Золотой      | 20 000  |
| Данные о продажах + прослушиваниях приведены только на основе сертификации. |              |         |